# Georg Gerson
Georg Gerson est un banquier et compositeur danois, né à Copenhague le 14 octobre 1790 et mort dans la même ville le 16 février 1825.

## Biographie
Gerson est décrit comme un talentueux homme d'affaires. À 15 ans, il est envoyé à Hambourg pour se former. Il en revient en 1812, rejoint la banque J. Hambro et Fils (J. Hambro og Søn) et dès 1816, il en est copropriétaire.
Il est aussi doué pour la musique. Il suit pendant son enfance les leçons de professeurs qualifiés et plus tard, à Hambourg, il se lie à deux musiciens virtuoses, le violoniste Andreas Romberg et son cousin, le violoncelliste Bernhard Romberg avec qui il étudie la théorie musicale.
À son retour, il devient l'un des musiciens les plus talentueux de Copenhague, notamment dans la composition de quatuors. Il est également un membre actif de la Société pour la diffusion de la musique (Selskabet for musikkens Udbredelse), et joue un rôle majeur dans la scène musicale danoise. En 1821, Gerson part négocier une affaire financière à Londres pour son entreprise (peut-être au nom du gouvernement). Sur le chemin du retour, il passe par Hambourg, où il subit une attaque d'apoplexie qui paralyse sa main gauche, ce qui met un terme à sa carrière de musicien. En 1825, il meurt d'une nouvelle crise, seulement quatre mois après son mariage.

## Production musicale
- Concert d'ouverture en ré majeur (1813)
- Symphonie en mi bémol majeur (1817)[1]
- Ouverture en mi bémol majeur (1818)
- Concerto pour violon (1821)
- 5 quatuors à cordes
- Un quintette à cordes
- 2 scènes italiennes (orchestre)
- Paternoster pour chœur d'hommes (voir la liste dont le premier concert de la Société de musique en 1837)
- Chansons

## Enregistrements
- Ouverture en ré majeur et Symphonie en mi bémol majeur, sur le CD Symphonies de Georg Gerson et F. L. Æ. Kunzen, par le Concerto Copenhagen, dir. Lars Ulrik Mortensen, label cpo (Classic Produktion Osnabrück) 777 085-2 (2005)